# ジョゼ・カルロス・ゴンザルヴェス・ロドリゲス
ゼカ（Zeca、Ζέκα）ことジョゼ・カルロス・ゴンザルヴェス・ロドリゲス（ポルトガル語: José Carlos Gonçalves Rodrigues、ギリシア語: Ζοζέ Κάρλος Γκονσάλβες Ροντρίγκες、1988年8月31日 - ）は、ポルトガル生まれでギリシャに帰化した元サッカー選手。元ギリシャ代表。現役時代のポジションはMF。

## クラブ歴

### ポルトガル
リスボンに生まれカサ・ピアACの下部組織でサッカーを始め、4部に所属するトップチームに昇格。2010年夏にプリメイラ・リーガのヴィトーリア・セブラルに移籍。26試合1611分の出場を果たした。

### パナシナイコス
2011年7月29日に4年契約で移籍金40万ユーロでパナシナイコスFCに移籍。当時の監督は同じポルトガルのジェズアウド・フェレイラであった。ギリシャ・スーパーリーグ全30試合で出場したが、クラブは6位に沈んだ。翌2013-14シーズンにクラブはメンバーを大幅に入れ替えたので彼はこの時期に残留した数少ないメンバーとなった。
2014年4月26日に主将としてキペロ・エラーダスでクラブを優勝に導いた。6月21日には2017年までの契約延長をした。
2015年2月にギリシャ国籍を取得できればギリシャ代表でプレーしたいと述べた。その2ヶ月後には2018年まで契約を延長、その時に彼は「ヤニス・アナスタシウの下でプレーを続けられるのはとても嬉しい。このクラブで幸せだし、彼の下で我々はよりよくなるだろう。」と述べた。
2016年2月2日の試合では退場し、0-1で敗北。8日後の出場停止明けでは3-0の勝利を齎した。8月9日に2019年夏まで契約を延長。

### コペンハーゲン
2017年8月28日、FCコペンハーゲンへ移籍、移籍金は150万ユーロ程度と見積もられている。年俸100万ユーロの4年契約で合意した。9月9日に初出場。

## 代表歴
U-23ポルトガル代表の出場歴がある。
2016年11月に語学と史学の試験を突破し2017年3月にギリシャ国籍を取得。2018 FIFAワールドカップ・ヨーロッパ予選グループHに臨むミヒャエル・スキッベ監督率いるギリシャ代表として出場する事が可能になった。同月25日のベルギー代表戦で初出場。9月3日に行われた同じくベルギー戦で初得点。

## 個人成績

### クラブ
2023年6月4日現在
| クラブ                     | シーズン | リーグ                     | リーグ | リーグ | カップ | カップ | 国際大会 | 国際大会 | その他 | その他 | 合計 | 合計 |
| クラブ                     | シーズン | リーグ                     | 出場   | 得点   | 出場   | 得点   | 出場     | 得点     | 出場   | 得点   | 出場 | 得点 |
| -------------------------- | -------- | -------------------------- | ------ | ------ | ------ | ------ | -------- | -------- | ------ | ------ | ---- | ---- |
| ヴィトーリア・セトゥーバル | 2010-11  | プリメイラ・リーガ         | 26     | 0      | 3      | 1      | 0        | 0        | 2      | 0      | 31   | 1    |
| パナシナイコス             | 2011-12  | ギリシャ・スーパーリーグ   | 27     | 2      | 2      | 0      | 2        | 0        | 5      | 0      | 36   | 2    |
| パナシナイコス             | 2012-13  | ギリシャ・スーパーリーグ   | 30     | 4      | 2      | 0      | 10       | 1        | –      | –      | 42   | 5    |
| パナシナイコス             | 2013-14  | ギリシャ・スーパーリーグ   | 27     | 0      | 8      | 0      | 0        | 0        | 6      | 0      | 41   | 0    |
| パナシナイコス             | 2014-15  | ギリシャ・スーパーリーグ   | 29     | 2      | 2      | 0      | 8        | 0        | 5      | 0      | 44   | 2    |
| パナシナイコス             | 2015-16  | ギリシャ・スーパーリーグ   | 27     | 0      | 4      | 0      | 4        | 0        | 6      | 0      | 41   | 0    |
| パナシナイコス             | 2016-17  | ギリシャ・スーパーリーグ   | 23     | 0      | 3      | 0      | 9        | 0        | 4      | 0      | 39   | 0    |
| パナシナイコス             | 2017-18  | ギリシャ・スーパーリーグ   | 2      | 0      | 0      | 0      | 4        | 0        | 0      | 0      | 6    | 0    |
| パナシナイコス             | 合計     | 合計                       | 165    | 8      | 21     | 0      | 37       | 1        | 26     | 0      | 249  | 9    |
| コペンハーゲン             | 2017-18  | デンマーク・スーペルリーガ | 27     | 2      | 1      | 0      | 5        | 0        | 0      | 0      | 33   | 2    |
| コペンハーゲン             | 2018-19  | デンマーク・スーペルリーガ | 32     | 1      | 1      | 0      | 13       | 0        | 0      | 0      | 46   | 1    |
| コペンハーゲン             | 2019-20  | デンマーク・スーペルリーガ | 35     | 2      | 2      | 0      | 16       | 1        | 0      | 0      | 53   | 3    |
| コペンハーゲン             | 2020-21  | デンマーク・スーペルリーガ | 28     | 2      | 1      | 0      | 3        | 0        | 0      | 0      | 32   | 2    |
| コペンハーゲン             | 2021-22  | デンマーク・スーペルリーガ | 11     | 1      | 0      | 0      | 7        | 1        | 0      | 0      | 18   | 2    |
| コペンハーゲン             | 2022-23  | デンマーク・スーペルリーガ | 7      | 0      | 0      | 0      | 4        | 0        | 0      | 0      | 11   | 0    |
| コペンハーゲン             | 合計     | 合計                       | 140    | 8      | 5      | 0      | 48       | 2        | 0      | 0      | 193  | 10   |
| 通算                       | 通算     | 通算                       | 331    | 16     | 29     | 1      | 85       | 3        | 28     | 0      | 473  | 20   |

### 代表
代表での得点一覧
| # | 日附         | 場所                                             | キャップ数 | 対戦相手 | 得点 | 結果 | 大会                                             |
| - | ------------ | ------------------------------------------------ | ---------- | -------- | ---- | ---- | ------------------------------------------------ |
| 1 | 2017年9月3日 | ピレウス・スタディオ・ヨルギオス・カライスカキス | 4          | ベルギー | 1–1  | 1–2  | 2018 FIFAワールドカップ・ヨーロッパ予選グループH |

## タイトル
パナシナイコス
- キペロ・エラーダス: 2013-14, 2023-24

コペンハーゲン
- デンマーク・スーペルリーガ: 2018-19, 2021-22, 2022-23